# Уильямс, Эдвард (гребец)
Эдвард Гордон Уильямс (англ. Edward Gordon Williams; 20 июля 1888, Хонитон, Девон — 12 августа 1915, Бетюн) — британский гребец, бронзовый призёр летних Олимпийских игр 1908 года.
На Играх 1908 года в Лондоне Уильямс входил во второй экипаж восьмёрок Великобритании. Его команда сразу попала в полуфинал, где проиграла сборной Бельгии. Несмотря на это, она разделила третье место и получила бронзовые медали.